# Кюесті Калліо
Кюесті Калліо (фін. Kyösti Kallio, уроджений Ґустаф Калліоканґас, фін. Gustaf Kalliokangas; 10 квітня 1873, Юлівієска — 19 грудня 1940, Гельсінкі) — 4-ий Президент Фінляндії 1937–1940. Також чотири рази прем'єр-міністр Фінляндії (1922–1924, 1925–1926, 1929–1930, 1936–1937) та шість разів спікер Парламенту Фінляндії. Один із лідерів Аграрної партії.
Політик правого спрямування. Національність — швед.

## Біографія
Вихований у невеличкому місті Фінляндії в епоху Російської імперії. Батько, незважаючи на шведське походження, послідовно підтримував фінський національний рух, так що згодом його син одружився з фінською націоналісткою Кайсою Калліо та офіційно прийняв фінське ім'я та прізвище — Кюесті Калліо. Найбільший вплив на Ґустафа Калліоканґаса — майбутнього Кюесті Калліо — справив викладач фінського ліцею в Оулу Мауно Русендаль та письменник Сантері Алкіо.
Під час громадянської війни у Фінляндії різко виступив проти червоного руху, зазнав репресій, але згодом один із перших закликав до масштабного національного примирення. Проте це не завадило йому 1923 домогтися заборони комуністичної партії. Також на високому політичному рівні провадив боротьбу за сухий закон, пропагував тверезий спосіб життя.
1 березня 1937 обраний Президентом Фінляндії. На цьому посту він зустрів агресію СРСР, яка переросла у тримісячну Зимову війну. Весною 1940 фактично втратив владу, яка перейшла до оточення маршала Маннергейма.
Помер від інфаркту міокарда.